# Коваль Валентин Юрійович
Валенти́н Ко́валь (нар. 8 жовтня 1962, м. Запоріжжя) — український продюсер, генеральний директор ТОВ «Телеодин» (телеканали М1 та М2). Член Національної ради України з питань телебачення і радіомовлення.
З п'яти років навчався грі на фортепіано. У 1985 році закінчив ДМПІ ім. Гнєсіних (Москва) за спеціальністю «історія музики», педагог. Дипломну роботу присвятив драматургії сучасної опери. З того ж 1985 року працює у медіа-галузі. 1985—1993 рр. звукорежисер і редактор Головної редакції підготовки радіопрограм Комітету з телебачення і радіо Запорізької обласної ради народних депутатів.
З 2001 року — генеральний продюсер каналу М1, з 2011 — генеральний директор. 2005 року отримав премію «Телетріумф» у номінації «продюсер». Голова Цифрового комітету ІТК, член правління групи StarLightMedia.
2016 року увійшов до складу журі Пісенного конкурсу Євробачення від України.
Слухає класичну, джазову та рок-музику, зокрема Muse, Джорджа Бенсона та Каунта Бейсі.